# Нубијска архитектура
Нубијска архитектура је разнолика и древна. У Нубији су пронађена стална села, која датирају из 6000. године пре нове ере. Ова села су била изграђена отприлике у исто време када и зидине града Јерихона у Палестини.

## Рани период
Најранија нубијска архитектура користила је трошне материјале, савитљиве гране, глину и блато, цигле од блата, животињску кожу и друге лагане и гипке материјале. Рана нубијска архитектура састојала се од спеоса, структура изведених клесањем стена, иновације културе А-Групе (древна култура која се развила између прве и друге катаракте Нила) (око 3800-3100. п. н. е.), као што се види у храму исклесаном у пећини Софала. Стари Египћани су широко користили спеос током Новог краљевства Египта. 
Постоје две врсте гробова А-групе. Један је био овалног облика дубок 0,8 м. Други је био овалног облика дубине 1,3 м са дубљом другом комором. 
Култура А-групе је нестала, а касније је уследила култура Ц-групе (Доња Нубија) (2400–1550. п. н. е.). Насеља су се састојала од округлих конструкција са каменим подовима. Конструкцијски оквир је постигнут дрвеним или савитљивим материјалима. Гробови су били кружне цилиндричне структуре од каменог зида. Јама је била испуњена шљунком и камењем и покривена кровом од осушеног блата или сена. Касније, током другог прелазног периода Египта (око 1650. до 1550. п. н. е.), северно од гроба постављана је капела од ћерпича. Гробови су били из Ел Габе, Кадера, Сајале и разних других локација у северном Судану. 

## Керма
Култура Ц-групе била је повезана са културом Керма. Керма је насељена око 2400. године пре нове ере. Био је то град ограђен зидинама са верском зградом, великим кружним стамбеним објектом, палатом и добро уређеним путевима. На источној страни града били су погребни храм и капела. Имао је популацију од 10.000 на свом врхунцу 1700. п. н. е. Једна од његових најтрајнијих грађевина била је дефуфа, храм од цигли од блата у коме су се на врху обављале церемоније. 
Дефуфа је јединствена структура у нубијској архитектури. Постоје три позната дефуфе: западна Дефуфа у Керми, источна Дефуфа и трећа, мало позната дефуфа. Западна Дефуфа је димензија 50 x 25 м,висине 18 м, и састоји се од три спрата. Била је ограђена граничним зидом. Унутра су биле одаје повезане пролазима. 
Источна Дефуфа се налази на 2 км источно од Западне Дефуфе. Источна Дефуфа је краћа од Западне Дефуфе, висока је само два спрата. Сматра се погребном капелом, окружена је са 30.000 тумулуса или гробова. Има две сале са стубовима. Зидови су украшени портретима животиња црвене, плаве, жуте и црне боје а подови су од камена. Спољашњи зидови су били обложени каменом. Трећа дефуфа је сличне структуре као и источна дефуфа.  
Гробови у Керми се разликују. То су кружне јаме прекривене белим или црним облуцима у кружној хумци. Постоје четири огромне гробнице у јужном делу локалитета. Леже у редовима окружене мањим гробовима. Пречник је 9 м, прекривене су кружним хумкама белог и црног пустињског шљунка, високе 3 м. Испод се налази сложена структура. Стаза која се протеже дуж пречника обложена је зидовима од блата, који подржавају горњу хумку. Изгледа да су зидови од блата некада били украшени. Пут води до одаје са нубијским сводом и дрвеним вратима где је краљ сахрањен. Краљев лежај има ноге резбарене од камена. Засвођена комора лежи у центру структуре. Процењује се да је 300 људи и 1000 говеда вероватно жртвовано са краљем да би га пратили у загробном животу. 

## Куш и Напата
Између 1500–1085. п. н. е. дошло је до египатског освајања и доминације Нубијом. Ово освајање је довело до напатанске фазе нубијске историје, и рођења краљевства Куш. Куш је био под великим утицајем Египта. Током ове фазе изграђене су бројне пирамиде и храмови.
Од великог духовног значаја за нубијске фараоне била је стона гора Џебел Баркал. Нубијски фараони су добијали легитимитет на локацији. Одржавали су фараонско крунисање и консултовали се са његовим пророчанством. Сматрало се да је то место становања божанства Амона. Храмови за божанства Мут, Хатор и Бес су такође присутни. Откопано је тринаест храмова и три палате.
Град Напата није у потпуности ископан. Неке од храмова су основали различити фараони, а додавали су их наредни фараони, почевши од египатских фараона. Рајзнер је ископао Џебел Баркал, означавајући његове споменике словом Б (за Баркал). Неки од њих су следећи: Б200 (Тахаркин храм), Б300 (други Тахаркин храм Муте, Хатора и Беса), Б500 (Амонов храм), Б501 (спољни двор), Б502 (хипостилна сала), Б700 (храм), Б800 (храм Алара од Нубије), Б1200 (палата). Псамтик II из Двадесетшесте египатске династије опљачкао је регион 593. п. н. е., уништивши све нубијске статуе у Б500. 
Нубијске пирамиде су изграђене на три главна места: Ел-Куру, Нури и Мерозу. Више пирамида је изграђено и у дужем временском периоду у Нубији него у Египту. Нубија има 223 пирамиде. Биле су мање од египатских пирамида. Нубијске пирамиде су биле за краљеве и краљице. Општа конструкција нубијских пирамида састојала се од стрмих зидова, капеле окренуте према истоку, степеништа окренутог према истоку и приступа одаји преко степеница.  
Ел-Куру је био први велики локалитет са пирамидама. Налази се 13 км јужно од Џебел Баркала. Пирамиде су направљене од пешчара. Биле су високе од 10 до 30 м. Око десет фараона и четрнаест краљица сахрањено је у Ел-Куру.
Нури је био још једно важно место пирамида, 6 миља североисточно од Џебел Баркала. У њему су биле гробнице двадесет фараона и педесет четири краљице. Пирамиде фараона се крећу од 39,5 до 65 м по висини. Пирамиде краљица су 9 до 17 м висине. Гробнице су исклесане из темеља. Фараонова одаја је садржавала три међусобно повезане коморе. Краљичине садрже две међусобно повезане коморе.

## Мероз
Трећа нубијска локација пирамида, Мероз, сматра се највећим археолошким налазиштем на свету. Садржи више нубијских пирамида него било која друга локација.
Древни Нубијци су успоставили систем геометрије укључујући ране верзије сунчаних сатова.   Многи се налазе на местима Мероз. Током овог периода у историји Нубије, стари Нубијци су користили тригонометријску методологију сличну Египћанима. 

## Хришћанска Нубија
Увођење хришћанства у Нубији је почело у 6. веку нове ере. Њена најрепрезентативнија архитектура су цркве. Засноване су на византијским базиликама. Конструкције су релативно мале и изграђене су од опеке од блата. Црква је правоугаоног облика са стубовима који служе за преграђивање наоса. На источној страни је апсида. Олтар је стајао испред апсиде. Простор између олтара и апсиде звао се хаикал. На западу је била кула или горња просторија такође у јужном и северном углу. Врата су била на северном и јужном зиду. Преживело је неколико цркава као што је Фарасова катедрала. Црквено сликарство са библијским темама било је обимно, али је мало тога преживело. Најбоље сачуване црквене слике биле су у Ривергејт цркви у Фарасу и цркви Аб Ел Кадир.
Народна архитектура хришћанског периода је оскудна. Архитектура Соба је једина ископана. Конструкције су од опеке сушене на сунцу, као и данашњем Судану, осим лука.  
Једна истакнута карактеристика нубијских цркава су сводови направљени од цигли од блата. Структуру од цигле од блата оживео је египатски архитекта Хасан Фати након што је поново открио технику у нубијском селу Абу ал-Риче. Еколози заговарају ову технологију као еколошки прихватљиву и одрживу, јер користи чисту земљу без потребе за дрветом. 

## Исламска Нубија
Прелазак на ислам био је спор, постепен процес, са скоро 600 година отпора. Већина архитектуре тог периода су џамије изграђене од цигли од блата. Један од првих покушаја освајања био је од стране египатско-нубијског Ибн Аби Сарха. Ибн Аби Сарх је био муслимански вођа који је покушао да освоји целу Нубију у 8. веку нове ере. Био је то скоро потпуни неуспех. Уговор под називом Бакт обликовао је египатско-нубијске односе током шест векова и дозволио изградњу џамије у нубијској престоници Стара Донгола за муслиманске путнике. До средине 14. века Нубија је преведена у ислам. Краљевска црква Донгола претворена је у џамију. Бројне друге цркве су претворене у џамије. 
Гробови су били једноставне јаме, са телима која су била усмерена ка Меки. Неке од јединствених грађевина биле су губе, гробови резервисани за муслиманске свеце. Биле су то окречене куполе од ћерпича. 